# Saint-Christ-Briost
Saint-Christ-Briost är en kommun i departementet Somme i regionen Hauts-de-France i norra Frankrike. Kommunen ligger i kantonen Nesle som tillhör arrondissementet Péronne. År 2022 hade Saint-Christ-Briost 429 invånare.

## Befolkningsutveckling
Antalet invånare i kommunen Saint-Christ-Briost
| Referens: INSEE |